# Julij Kleinmayr
Julij pl. Kleinmayr (Josef Julius Kleinmeier), slovenski literarni zgodovinar, * 9. maj 1847, Višnja Gora, † 28. december 1913, Trst. 

## Življenje
Rodil se je očetu Jožefu, kmetu iz Novega Bečeja v Vojvodini, in materi Jožefi Graul iz Višnje Gore. Osnovno šolo je dokončal v Višnji Gori. Gimnazijo je od leta 1858 do 1866 obiskoval v Ljubljani. V letih od 1866 do 1871 je na Dunaju in v Gradcu študiral zgodovino in slavistiko. Leta 1871 je postal profesor pripravnik na gimnaziji v Celovcu. Po delnem usposobljenostnem izpitu (za nižje razrede srednjih šol) je od leta 1877 do 1882 služboval kot začasni učitelj slovenščine na učiteljišču v Kopru in od leta 1882 do 1890 v Gorici, nakar so mu spregledali izpit in ga spet poslali na učiteljišče v Koper, kjer je kot stalni učitelj poučeval do upokojitve jeseni leta 1898.
Bil je vnuk založnika in tiskarja Ignaca pl. Kleinmayrja in oče pisatelja ter pedagoga Ferda Kleinmayrja.

## Delo
Pripravil je 2. izdajo Janežičevega Nemško-slovenskega slovarja (1874), vendar ni preučil metode, po kateri je Janežič že predelal svoj slovar (1867), zato je pustil v njem veliko Pohlinovih in hrvaških besed. Slovarju je napisal predgovor in mu dodal Spisek nekaterih delavcev na slovenskem slovstvenem polji. Ta spisek je popravil, dopolnil in izdal kot Pripomoček zgodovini slovenskega slovstva. V knjižici je po abecednem redu navedenih 187 pesnikov in pisateljev z osnovnimi podatki, 25 slikarjev, kiparjev in skladateljev, seznam društev in časopisov ter kratek sestavek O pisavi s cirilico, grškimi črkami in slovensko gajico. Knjižico je izdal v prepričanju, »da tudi majhen spisek naših imenovanja vrednih slovstvenih delavcev nekako vzgaja in je v malej obliki neke vrednosti za šolo in dom«. 
Pisal je informativne literarnozgodovinske, zgodovinske in biografske članke in jih objavljal v časopisih in časnikih Soča, Besednik, Edinost, Slovenski narod, Stritarjev Zvon, Kres idr. Na Koroškem je zbiral ljudske pesmi, ki jih je deloma objavil v Kresu (1881) deloma pa jih je skupaj z zbirkami učencev izročil Karlu Štreklju za objavo v Slovenskih narodnih pesmih.
Njegovo glavno delo je Zgodovina slovenskega slovstva (226 str.), sestavljena po biografsko-bibiliografski metodi. V delu je slovensko slovstvo razdelil v dve veliki obdobji: v staroslovensko slovstvo (do leta 1550) in novoslovensko slovstvo (1550–1881), ki ga je naprej delil v 3 obdobja: 1550–1770, 1770–1843 in 1843–1881. Za Čopom (Šafárikom) je to prvi poskus, da bi se podala celotna slovenska literarna zgodovina v slovenskem jeziku, a se naj ne bi najbolj posrečil. Že sodobniki so delo odklanjali, najostreje Fran Levstik v Ljubljanskem zvonu (1881). Očitali so mu, da je v delu zagrešil nekatere napake, vključil preveč manj pomembnih piscev in skromno označil pomembnejše. Menili so, da so avtorju manjkali književni pripomočki, znanstvena erudicija, znanje in kritičnost.